# Gustav von Buch
Gustav Gottlieb Ludwig von Buch (* 26. Januar 1802 in Rinteln; † 30. März 1887 in Coburg) war ein sachsen-meiningscher Staatsminister, Befehlshaber des herzoglich meiningschen Truppenkontingents sowie preußischer Generalmajor.
Sein Urgroßvater war Heinrich Wilhelm Buch, Bürgermeister von Kassel.
Buch wurde am 1. Mai 1858 in Meiningen nobilitiert und somit Stifter derer von Buch.
Er war mit Eleonore Karoline Therese, geborene von Uttenhoven (1807–1886) verheiratet. Aus der Ehe ging der spätere preußischen General der Infanterie Maximilian von Buch (1837–1918) hervor. Die Tochter Thekla (1838–1875) war ab 1868 mit Rudolph von Roman verheiratet, dem Regierungspräsidenten von Oberfranken.